# ジョセフ・エストラーダ
ジョセフ・エヘルシト・エストラーダ（英語：Joseph Ejército Estrada、ホセ・マルセロ・エヘルシト、1937年4月19日 - ）は、フィリピンの政治家、俳優。第13代フィリピン共和国大統領。元老院議員、副大統領、マニラ市長などを歴任した。なお愛称のErap（エラップ）は、「兄弟」と言う意味のタガログ語であるPareの綴りを逆さまにしたものである。

## 来歴
1937年4月19日にマニラの北西部に位置するトンドに誕生する。エストラーダの家庭は中流階級であったが、アテネオ・デ・マニラ大学を退学になってマプア工科大学に入学するが、俳優になるために中退した。なお俳優時代は100以上の映画に出演していた。元俳優の大統領という経歴は、アメリカのロナルド・レーガン大統領と共通している。

### 大統領
1998年6月に大統領に就任した。在任中は経済を活性化させるために特定の富裕層向けの優遇政策を打ち出すが、通貨であるペソの下落を招くなど、芳しい結果は得られなかった。
13という数字はキリスト教において不吉な数字であったため、自身のことを「戦後（第二次世界大戦を指す）9番目の大統領」と名乗っていたが、不正蓄財疑惑によりフィリピン議会から弾劾訴追を受け、皮肉にも2000年11月13日に弾劾動議が成立し、6年の大統領任期を大半を残して2001年1月に退任した。
1986年2月に発生した「エドゥサ革命（People Power Revolution）の続きとして、この一連の出来事は「ピープルパワー2（People Power Two）」と言われている。その後不正蓄財で逮捕された。2007年9月12日に裁判所から終身刑を言い渡されたが、同年10月25日にグロリア・アロヨ大統領から恩赦を与えられた。

### 大統領退任後
2010年フィリピン大統領選挙に立候補し、25パーセント以上の票を獲得するも第2位で落選した。2013年6月にマニラ市長に就任し、その後は2019年6月まで務めた。

## クレア・デインズの侮辱発言
1998年10月にアメリカ合衆国の女優であるクレア・デインズのフィリピンに対する侮辱発言に激怒し、デインズに対して永久入国禁止令を発令した。

## 家族
1959年12月に結婚したルイサ・エストラーダ元老院議員は妻である。